# Wahlkreis Gießen II
Der Wahlkreis Gießen II (Wahlkreis 19) ist einer von zwei Landtagswahlkreisen im hessischen Landkreis Gießen. Der Wahlkreis umfasst die Städte und Gemeinden Allendorf (Lumda), Buseck, Fernwald, Grünberg, Hungen, Langgöns, Lich, Linden, Pohlheim, Rabenau und Reiskirchen. Vor der Landtagswahl 2008 wurden die Orte Fernwald, Lollar und Staufenberg an den Wahlkreis Gießen I abgegeben. Durch Gesetz vom 18. Dezember 2017 (GVBl. S. 478) wurde Fernwald wieder in den Wahlkreis eingegliedert und gleichzeitig die bis dahin zum Wahlkreis gehörende Stadt Laubach dem Wahlkreis Vogelsberg zugeschlagen.
Der Wahlkreis ist die Heimat von Thorsten Schäfer-Gümbel, SPD-Spitzenkandidat für die Landtagswahlen 2009, 2013 und 2018. Ministerpräsident Volker Bouffier war direkt gewählter Abgeordneter des Wahlkreises, wohnte dort aber nicht.
Errichtet wurde der Wahlkreis Gießen II am 1. Januar 1983, bis dahin gehörten die Langgönser Ortsteile Cleeberg, Dornholzhausen, Espa, Niederkleen und Oberkleen zum Wahlkreis 18, Allendorf (ohne die Ortsteile Nordeck und Winnen, welche zum damaligen Wahlkreis 12 zählten), Buseck, Fernwald, der Ortsteil Lang-Göns, Lich (ohne Langsdorf), Linden, Lollar, Pohlheim, Reiskirchen (ohne Bersrod und Ettingshausen) und Staufenberg zum Wahlkreis 20 sowie Bersrod, Ettingshausen, Grünberg, Hungen, Laubach, Langsdorf (Lich) plus Rabenau zum Wahlkreis 21.

## Wahl 2023
Ergebnis der Landtagswahl vom 08. Oktober 2023
| Gegenstand der Nachweisung | Gegenstand der Nachweisung | Erst- stimmen | Erst- stimmen | Zweit- stimmen | Zweit- stimmen |
| Bewerber                   | Partei                     | Anzahl        | %             | Anzahl         | %              |
| -------------------------- | -------------------------- | ------------- | ------------- | -------------- | -------------- |
| Wahlberechtigte            | Wahlberechtigte            | 96.095        | 96.095        | 96.095         | 96.095         |
| Wähler                     | Wähler                     | 67.044        | 67.044        | 67.044         |                |
| Ungültige Stimmen          | Ungültige Stimmen          | 1.218         | 1,8           | 1.041          | 1,6            |
| Gültige Stimmen            | Gültige Stimmen            | 65.826        | 98,2          | 66.003         | 98,4           |
| davon                      |                            |               |               |                |                |
| Lucas Schmitz              | CDU                        | 24.759        | 37,6          | 23.891         | 36,2           |
| Fabian Mirold-Stroh        | GRÜNE                      | 6.159         | 9,4           | 7.469          | 11,3           |
| Melanie Haubrich           | SPD                        | 12.358        | 18,8          | 9.791          | 14,8           |
| Arno Enners                | AfD                        | 13.217        | 20,1          | 13.893         | 21,0           |
| Nathalie Burg              | FDP                        | 2.751         | 4,2           | 2.759          | 4,2            |
| Sebastian Weismann         | Die Linke                  | 1.564         | 2,4           | 1.433          | 2,2            |
| Hartmut Schau              | Freie Wähler               | 4.371         | 6,6           | 3.216          | 4,9            |
|                            | Tierschutzpartei           | x             | x             | 1.111          | 1,7            |
|                            | Die PARTEI                 | x             | x             | 582            | 0,9            |
|                            | Piraten                    | x             | x             | 207            | 0,3            |
|                            | ÖDP                        | x             | x             | 151            | 0,2            |
|                            | P. f. schulm. Verjf.       | x             | x             | 33             | 0,0            |
|                            | V-Partei³                  | x             | x             | 268            | 0,4            |
|                            | PdH                        | x             | x             | 85             | 0,1            |
|                            | ABG                        | x             | x             | 104            | 0,2            |
|                            | APPD                       | x             | x             | 44             | 0,1            |
| Martin Kauer               | Basis                      | 486           | 0,7           | 366            | 0,6            |
|                            | DKP                        | x             | x             | 45             | 0,1            |
|                            | DIE NEUE MITTE             | x             | x             | 34             | 0,1            |
|                            | Volt                       | x             | x             | 405            | 0,6            |
|                            | Klimaliste                 | x             | x             | 116            | 0,2            |
| Ludwig Grünert             | Bündnis C                  | 161           | 0,2           |                |                |

- Neben Lucas Schmitz als Gewinner des Direktmandats ist aus dem Wahlkreis noch Arno Enners über die Landesliste in den Landtag eingezogen.
- Sebastian Weismann erklärte, dass er um 18 Uhr, mit dem Schließen der Wahllokale, aus der Partei DIE LINKE ausgetreten sei, wobei der Entschluss dazu bereits vor den ersten Hochrechnungen feststand.[5]

## Wahl 2018
| Gegenstand der Nachweisung | Gegenstand der Nachweisung      | Wahlkreis- stimmen | Wahlkreis- stimmen | Landes- stimmen | Landes- stimmen |
| Kreiswahlbewerber/in       | Partei                          | Anzahl             | %                  | Anzahl          | %               |
| -------------------------- | ------------------------------- | ------------------ | ------------------ | --------------- | --------------- |
| Wahlberechtigte            | Wahlberechtigte                 | 93.975             | 100,0              | 93.975          | 100,0           |
| Wähler                     | Wähler                          | 66.118             | 70.4               | 66.118          | 70,4            |
| Ungültige Stimmen          | Ungültige Stimmen               | 1.242              | 1,9                | 1.447           | 2,2             |
| Gültige Stimmen            | Gültige Stimmen                 | 64.876             | 100,0              | 64.671          | 100,0           |
| davon                      |                                 |                    |                    |                 |                 |
| Volker Bouffier            | CDU                             | 22.000             | 33,8               | 18.323          | 28,3            |
| Thorsten Schäfer-Gümbel    | SPD                             | 17.338             | 26,7               | 14.029          | 21,7            |
| Christian Zuckermann       | GRÜNE                           | 7.741              | 11,9               | 10.763          | 16,6            |
| Matthias Riedl             | LINKE                           | 2.519              | 3,9                | 3.123           | 4,8             |
| Klaus Doll                 | FDP                             | 3.402              | 5,2                | 4.061           | 6,3             |
| Nikolaus Pethö             | AfD                             | 8.812              | 13,5               | 9.273           | 14,3            |
| –                          | PIRATEN                         | x                  | x                  | 218             | 0,3             |
| Klaus Sommer               | FREIE WÄHLER                    | 3.230              | 5,0                | 2.995           | 4,6             |
| –                          | NPD                             | x                  | x                  | 174             | 0,3             |
| –                          | Die PARTEI                      | x                  | x                  | 447             | 0,7             |
| –                          | ÖDP                             | x                  | x                  | 113             | 0,2             |
| –                          | Die Grauen                      | x                  | x                  | 89              | 0,1             |
| –                          | BüSo                            | x                  | x                  | 13              | 0,0             |
| –                          | AD-Demokraten                   | x                  | x                  | 33              | 0,1             |
| –                          | Bündnis C                       | x                  | x                  | 85              | 0,1             |
| –                          | BGE                             | x                  | x                  | 51              | 0,1             |
| –                          | Die Violetten                   | x                  | x                  | 34              | 0,1             |
| –                          | LKR                             | x                  | x                  | 19              | 0,0             |
| –                          | Menschliche Welt                | x                  | x                  | 39              | 0,1             |
| –                          | Die Humanisten                  | x                  | x                  | 57              | 0,1             |
| –                          | Partei für Gesundheitsforschung | x                  | x                  | 85              | 0,1             |
| –                          | Tierschutzpartei                | x                  | x                  | 597             | 0,9             |
| –                          | V-Partei³                       | x                  | x                  | 80              | 0,1             |

Neben dem direkt gewählten Wahlkreisabgeordneten Volker Bouffier (CDU), der den Wahlkreis von 1999 bis 2022 Parlament vertrat, wurden auch der SPD-Direktkandidat Thorsten Schäfer-Gümbel und der AfD-Direktkandidat Nikolaus Pethö über die jeweiligen Landesliste ihren Parteien in den Landtag gewählt. Pethö verstarb jedoch einen Tag vor der Konstituierung des Landtages.

## Wahl 2013
| Gegenstand der Nachweisung | Gegenstand der Nachweisung | Wahlkreis- stimmen | Wahlkreis- stimmen | Landes- stimmen | Landes- stimmen |
| Kreiswahlbewerber/in       | Partei                     | Anzahl             | %                  | Anzahl          | %               |
| -------------------------- | -------------------------- | ------------------ | ------------------ | --------------- | --------------- |
| Wahlberechtigte            | Wahlberechtigte            | 96.662             | 100,0              | 96.662          | 100,0           |
| Wähler                     | Wähler                     | 71.717             | 74,2               | 71.717          | 74,2            |
| Ungültige Stimmen          | Ungültige Stimmen          | 2.193              | 3,1                | 2.002           | 2,8             |
| Gültige Stimmen            | Gültige Stimmen            | 69.524             | 100,0              | 69.715          | 100,0           |
| davon                      |                            |                    |                    |                 |                 |
| Volker Bouffier            | CDU                        | 32.574             | 46,9               | 27.721          | 39,8            |
| Thorsten Schäfer-Gümbel    | SPD                        | 27.320             | 39,3               | 22.223          | 31,9            |
| Andrea Kaup                | FDP                        | 1.620              | 2,3                | 3.496           | 5,0             |
| Alexander Wright           | GRÜNE                      | 3.523              | 5,1                | 5.904           | 8,5             |
| Matthias Riedl             | LINKE                      | 2.945              | 4,2                | 3.109           | 4,5             |
|                            | FREIE WÄHLER               | x                  | x                  | 1.926           | 2,8             |
|                            | NPD                        | x                  | x                  | 1.004           | 1,4             |
|                            | REP                        | x                  | x                  | 143             | 0,2             |
| Matthias Tampe-Haverkock   | PIRATEN                    | 1.542              | 2,2                | 1.160           | 1,7             |
|                            | BüSo                       | x                  | x                  | 25              | 0,0             |
|                            | ADd                        | x                  | x                  | 144             | 0,2             |
|                            | Die Grauen                 | x                  | x                  | 57              | 0,1             |
|                            | AfD                        | x                  | x                  | 2.382           | 3,4             |
|                            | AVIP                       | x                  | x                  | 66              | 0,1             |
|                            | LUPe                       | x                  | x                  | 9               | 0,0             |
|                            | ÖDP                        | x                  | x                  | 82              | 0,1             |
|                            | Die PARTEI                 | x                  | x                  | 233             | 0,3             |
|                            | PSG                        | x                  | x                  | 31              | 0,0             |

Neben Volker Bouffier als Gewinner des Direktmandats ist aus dem Wahlkreis noch Thorsten Schäfer-Gümbel über die Landesliste in den Landtag eingezogen.

## Wahl 2009
| Gegenstand der Nachweisung | Gegenstand der Nachweisung | Wahlkreis- stimmen | Wahlkreis- stimmen | Landes- stimmen | Landes- stimmen |
| Bewerber                   | Partei                     | Anzahl             | %                  | Anzahl          | %               |
| -------------------------- | -------------------------- | ------------------ | ------------------ | --------------- | --------------- |
| Wahlberechtigte            | Wahlberechtigte            | 97.092             | 100,0              | 97.092          | 100,0           |
| Wähler                     | Wähler                     | 59.562             | 61,3               | 59.562          | 61,3            |
| Ungültige Stimmen          | Ungültige Stimmen          | 1.802              | 3,0                | 1.613           | 2,7             |
| Gültige Stimmen            | Gültige Stimmen            | 57.760             | 100,0              | 57.949          | 100,0           |
| davon                      |                            |                    |                    |                 |                 |
| Volker Bouffier            | CDU                        | 24.633             | 42,6               | 20.212          | 34,9            |
| Thorsten Schäfer-Gümbel    | SPD                        | 20.464             | 35,4               | 16.048          | 27,7            |
| Andrea Kaup                | FDP                        | 6.081              | 10,5               | 9.203           | 15,9            |
| Christiane Schmahl         | GRÜNE                      | 4.329              | 7,5                | 6.620           | 11,4            |
| Michael Feuster            | LINKE                      | 2.253              | 3,9                | 2.691           | 4,6             |
|                            | REP                        | –                  | –                  | 316             | 0,5             |
|                            | FREIE WÄHLER               | –                  | –                  | 1967            | 3,4             |
|                            | NPD                        | –                  | –                  | 499             | 0,9             |
|                            | PIRATEN                    | –                  | –                  | 312             | 0,5             |
|                            | BüSo                       | –                  | –                  | 81              | 0,1             |

Neben Volker Bouffier als Gewinner des Direktmandats ist aus dem Wahlkreis noch Thorsten Schäfer-Gümbel über die Landesliste in den Landtag eingezogen.

## Wahl 2008
| Gegenstand der Nachweisung | Gegenstand der Nachweisung | Wahlkreis- stimmen | Wahlkreis- stimmen | Landes- stimmen | Landes- stimmen |
| Bewerber                   | Partei                     | Anzahl             | %                  | Anzahl          | %               |
| -------------------------- | -------------------------- | ------------------ | ------------------ | --------------- | --------------- |
| Wahlberechtigte            | Wahlberechtigte            | 96.988             | 100,0              | 96.988          | 100,0           |
| Wähler                     | Wähler                     | 63.662             | 65,6               | 63.662          | 65,6            |
| Ungültige Stimmen          | Ungültige Stimmen          | 1.670              | 2,6                | 1.456           | 2,3             |
| Gültige Stimmen            | Gültige Stimmen            | 61.992             | 100,0              | 62.206          | 100,0           |
| davon                      |                            |                    |                    |                 |                 |
| Volker Bouffier            | CDU                        | 25.076             | 40,5               | 22.757          | 36,6            |
| Thorsten Schäfer-Gümbel    | SPD                        | 23.745             | 38,3               | 24.101          | 38,7            |
| Christiane Schmahl         | GRÜNE                      | 3.682              | 5,9                | 3.394           | 5,5             |
| Alexander Fichtner         | FDP                        | 3.970              | 6,4                | 5.575           | 9,0             |
| Michael Münch              | REP                        | 681                | 1,1                | 526             | 0,8             |
|                            | Die Tierschutzpartei       | –                  | –                  | 261             | 0,4             |
|                            | BüSo                       | –                  | –                  | 24              | 0,0             |
|                            | PSG                        | –                  | –                  | 31              | 0,0             |
|                            | Volksabstimmung            | –                  | –                  | 60              | 0,1             |
|                            | GRAUE                      | –                  | –                  | 63              | 0,1             |
| Michaela Pukownick         | LINKE                      | 2.033              | 3,3                | 2.739           | 4,4             |
|                            | Die Violetten              | –                  | –                  | 35              | 0,1             |
|                            | FAMILIE                    | –                  | –                  | 142             | 0,2             |
| Christoph Nachtigall       | FREIE WÄHLER               | 2.086              | 3,4                | 1.575           | 2,5             |
| Thomas Hantusch            | NPD                        | 518                | 0,8                | 588             | 0,9             |
|                            | PIRATEN                    | –                  | –                  | 147             | 0,2             |
| Robert Sippel              | UB                         | 201                | 0,3                | 188             | 0,3             |

## Wahl 2003
| Gegenstand der Nachweisung | Gegenstand der Nachweisung | Wahlkreis- stimmen | Wahlkreis- stimmen | Landes- stimmen | Landes- stimmen |
| Bewerber                   | Partei                     | Anzahl             | %                  | Anzahl          | %               |
| -------------------------- | -------------------------- | ------------------ | ------------------ | --------------- | --------------- |
| Wahlberechtigte            | Wahlberechtigte            | 112.487            | 100,0              | 112.487         | 100,0           |
| Wähler                     | Wähler                     | 73.811             | 65,6               | 73.811          | 65,6            |
| Ungültige Stimmen          | Ungültige Stimmen          | 2.187              | 3,0                | 1.642           | 2,2             |
| Gültige Stimmen            | Gültige Stimmen            | 71.624             | 100,0              | 72.169          | 100,0           |
| davon                      |                            |                    |                    |                 |                 |
| Volker Bouffier            | CDU                        | 39.089             | 54,6               | 35.340          | 49,0            |
| Thorsten Schäfer-Gümbel    | SPD                        | 23.277             | 32,5               | 21.803          | 30,2            |
| Hans Noormann              | GRÜNE                      | 4.848              | 6,8                | 5.790           | 8,0             |
| Cornelia Maykemper         | FDP                        | 4.410              | 6,2                | 6.589           | 9,1             |
|                            | REP                        | –                  | –                  | 976             | 1,4             |
|                            | Die Tierschutzpartei       | –                  | –                  | 501             | 0,7             |
|                            | DIE FRAUEN                 | –                  | –                  | 191             | 0,3             |
|                            | PBC                        | –                  | –                  | 215             | 0,3             |
|                            | DKP                        | –                  | –                  | 132             | 0,2             |
|                            | ödp                        | –                  | –                  | 53              | 0,1             |
|                            | BüSo                       | –                  | –                  | 27              | 0,0             |
|                            | FAG Hessen                 | –                  | –                  | 64              | 0,1             |
|                            | PSG                        | –                  | –                  | 38              | 0,1             |
|                            | Schill                     | –                  | –                  | 450             | 0,6             |

## Wahl 1999
| Gegenstand der Nachweisung | Gegenstand der Nachweisung | Wahlkreis- stimmen | Wahlkreis- stimmen | Landes- stimmen | Landes- stimmen |
| Bewerber                   | Partei                     | Anzahl             | %                  | Anzahl          | %               |
| -------------------------- | -------------------------- | ------------------ | ------------------ | --------------- | --------------- |
| Wahlberechtigte            | Wahlberechtigte            | 109.888            | 100,0              | 109.888         | 100,0           |
| Wähler                     | Wähler                     | 74.510             | 67,8               | 74.510          | 67,8            |
| Ungültige Stimmen          | Ungültige Stimmen          | 1.304              | 1,8                | 1.247           | 1,7             |
| Gültige Stimmen            | Gültige Stimmen            | 73.206             | 100,0              | 73.263          | 100,0           |
| davon                      |                            |                    |                    |                 |                 |
| Volker Bouffier            | CDU                        | 32.316             | 44,1               | 30.852          | 42,1            |
| Karl Starzacher            | SPD                        | 31.442             | 43,0               | 29.555          | 40,3            |
| Christiane Schmahl         | GRÜNE                      | 3.409              | 4,7                | 4.128           | 5,6             |
| Andreas Becker             | F.D.P.                     | 3.174              | 4,3                | 4.307           | 5,9             |
| Wolfgang Wirth             | REP                        | 2.489              | 3,4                | 2.473           | 3,4             |
|                            | Die Tierschutzpartei       | –                  | –                  | 296             | 0,4             |
|                            | DIE FRAUEN                 | –                  | –                  | 176             | 0,2             |
|                            | PASS                       | –                  | –                  | 40              | 0,1             |
|                            | DKP                        | –                  | –                  | 80              | 0,1             |
|                            | BüSo                       | –                  | –                  | 5               | 0,0             |
|                            | FWG                        | –                  | –                  | 757             | 1,0             |
| Rudolf Schmidt             | PBC                        | 202                | 0,3                | 184             | 0,3             |
|                            | DHP                        | –                  | –                  | 7               | 0,0             |
| Marlies Tiemann            | NATURGESETZ                | 174                | 0,2                | 53              | 0,1             |
|                            | ödp                        | –                  | –                  | 27              | 0,0             |
|                            | NPD                        | –                  | –                  | 161             | 0,2             |
|                            | BFB-Die Offensive          | –                  | –                  | 162             | 0,1             |

## Wahl 1995
| Gegenstand der Nachweisung | Gegenstand der Nachweisung | Wahlkreis- stimmen | Wahlkreis- stimmen | Landes- stimmen | Landes- stimmen |
| Bewerber                   | Partei                     | Anzahl             | %                  | Anzahl          | %               |
| -------------------------- | -------------------------- | ------------------ | ------------------ | --------------- | --------------- |
| Wahlberechtigte            | Wahlberechtigte            | 107.451            | 100,0              | 107.451         | 100,0           |
| Wähler                     | Wähler                     | 74.207             | 69,1               | 74.207          | 69,1            |
| Ungültige Stimmen          | Ungültige Stimmen          | 2.226              | 3,0                | 2.055           | 2,8             |
| Gültige Stimmen            | Gültige Stimmen            | 71.981             | 100,0              | 72.152          | 100,0           |
| davon                      |                            |                    |                    |                 |                 |
| Karl Starzacher            | SPD                        | 31.479             | 43,7               | 29.417          | 40,8            |
| Volker Bouffier            | CDU                        | 29.198             | 40,6               | 27.326          | 37,9            |
| Michael Köppl              | GRÜNE                      | 5.093              | 7,1                | 6.662           | 9,2             |
| Andreas Becker             | F.D.P.                     | 3.767              | 5,2                | 5.610           | 7,8             |
|                            | ÖDP                        | –                  | –                  | 92              | 0,1             |
|                            | GRAUE                      | –                  | –                  | 137             | 0,2             |
| Andre Radtke               | REP                        | 1.785              | 2,5                | 1.729           | 2,4             |
|                            | Solidarität                | –                  | –                  | 15              | 0,0             |
|                            | APD                        | –                  | –                  | 221             | 0,3             |
|                            | DKP                        | –                  | –                  | 65              | 0,1             |
|                            | NPD                        | –                  | –                  | 108             | 0,1             |
|                            | DHP                        | –                  | –                  | 13              | 0,0             |
|                            | f.NEP                      | –                  | –                  | 62              | 0,1             |
| Marlies Tiemann            | NATURGESETZ                | 378                | 0,5                | 177             | 0,2             |
|                            | BFB                        | –                  | –                  | 247             | 0,3             |
| Rolf Herdejost             | PBC                        | 281                | 0,4                | 186             | 0,3             |
|                            | STATT Partei               | –                  | –                  | 85              | 0,1             |

## Wahl 1991
| Gegenstand der Nachweisung | Gegenstand der Nachweisung | Wahlkreis- stimmen | Wahlkreis- stimmen | Landes- stimmen | Landes- stimmen |
| Bewerber                   | Partei                     | Anzahl             | %                  | Anzahl          | %               |
| -------------------------- | -------------------------- | ------------------ | ------------------ | --------------- | --------------- |
| Wahlberechtigte            | Wahlberechtigte            | 103.483            | 100,0              | 103.483         | 100,0           |
| Wähler                     | Wähler                     | 76.144             | 73,6               | 76.144          | 73,6            |
| Ungültige Stimmen          | Ungültige Stimmen          | 1.985              | 2,6                | 1.253           | 1,6             |
| Gültige Stimmen            | Gültige Stimmen            | 74.159             | 100,0              | 74.891          | 100,0           |
| davon                      |                            |                    |                    |                 |                 |
| Volker Bouffier            | CDU                        | 30.797             | 41,5               | 28.759          | 38,4            |
| Karl Starzacher            | SPD                        | 33.987             | 45,8               | 32.087          | 42,8            |
| Gerhard Born               | GRÜNE                      | 4.526              | 6,1                | 5.946           | 7,9             |
| Heinz Lakos                | F.D.P.                     | 4.849              | 6,5                | 6.255           | 8,4             |
|                            | REP                        | –                  | –                  | 1.125           | 1,5             |
|                            | DIE GRAUEN                 | –                  | –                  | 306             | 0,4             |
|                            | ÖDP                        | –                  | –                  | 187             | 0,2             |
|                            | PBC                        | –                  | –                  | 226             | 0,3             |

## Wahl 1987
|                       | Partei            | Anzahl | %     |
| --------------------- | ----------------- | ------ | ----- |
| Wahlberechtigte       | Wahlberechtigte   | 98.588 | 100,0 |
| Wähler                | Wähler            | 81.862 | 83,0  |
| Ungültige Stimmen     | Ungültige Stimmen | 994    | 1,2   |
| Gültige Stimmen       | Gültige Stimmen   | 80.868 | 100,0 |
| davon                 |                   |        |       |
| Karl Starzacher       | SPD               | 34.347 | 42,5  |
| Gerhard Keil          | CDU               | 31.946 | 39,5  |
| Dieter Manz           | F.D.P.            | 7.412  | 9,2   |
| Hans Christoph Boppel | GRÜNE             | 6.953  | 8,6   |
| Heide Appel           | DKP               | 210    | 0,3   |

## Wahl 1983
|                      | Partei            | Anzahl | %     |
| -------------------- | ----------------- | ------ | ----- |
| Wahlberechtigte      | Wahlberechtigte   | 95.921 | 100,0 |
| Wähler               | Wähler            | 83.237 | 86,8  |
| Ungültige Stimmen    | Ungültige Stimmen | 874    | 1,1   |
| Gültige Stimmen      | Gültige Stimmen   | 82.363 | 100,0 |
| davon                |                   |        |       |
| Gerhard Keil         | CDU               | 31.248 | 37,9  |
| Karl Starzacher      | SPD               | 39.327 | 47,7  |
| Eckehart Girschick   | GRÜNE             | 4.481  | 5,4   |
| Claus Peter Wilke    | F.D.P.            | 6.782  | 8,2   |
| Theo Rüspeler        | DKP               | 178    | 0,2   |
| Franz Josef Stummann | LD                | 267    | 0,3   |
| Gisela Mauch         | DS                | 80     | 0,1   |

## Bisherige Wahlkreissieger
Direkt gewählte Abgeordnete des Wahlkreises Gießen II waren:
| Jahr | Gebiet | Direktkandidat  | Partei | Stimmen in % |
| ---- | --- | --------------- | ------ | ------------ |
| 2018 | Allendorf (Lumda), Buseck, Fernwald, Grünberg, Hungen, Langgöns, Lich, Linden, Pohlheim, Rabenau und Reiskirchen                               | Volker Bouffier | CDU    | 33,8         |
| 2013 | Allendorf (Lumda), Buseck, Grünberg, Hungen, Langgöns, Laubach, Lich, Linden, Pohlheim, Rabenau und Reiskirchen                                | Volker Bouffier | CDU    | 46,9         |
| 2009 | Allendorf (Lumda), Buseck, Grünberg, Hungen, Langgöns, Laubach, Lich, Linden, Pohlheim, Rabenau und Reiskirchen                                | Volker Bouffier | CDU    | 42,6         |
| 2008 | Allendorf (Lumda), Buseck, Grünberg, Hungen, Langgöns, Laubach, Lich, Linden, Pohlheim, Rabenau und Reiskirchen                                | Volker Bouffier | CDU    | 40,5         |
| 2003 | Allendorf (Lumda), Buseck, Fernwald, Grünberg, Hungen, Langgöns, Laubach, Lich, Linden, Lollar, Pohlheim, Rabenau, Reiskirchen und Staufenberg | Volker Bouffier | CDU    | 54,6         |
| 1999 | Allendorf (Lumda), Buseck, Fernwald, Grünberg, Hungen, Langgöns, Laubach, Lich, Linden, Lollar, Pohlheim, Rabenau, Reiskirchen und Staufenberg | Volker Bouffier | CDU    | 44,1         |
| 1995 | Allendorf (Lumda), Buseck, Fernwald, Grünberg, Hungen, Langgöns, Laubach, Lich, Linden, Lollar, Pohlheim, Rabenau, Reiskirchen und Staufenberg | Karl Starzacher | SPD    | 43,7         |
| 1991 | Allendorf (Lumda), Buseck, Fernwald, Grünberg, Hungen, Langgöns, Laubach, Lich, Linden, Lollar, Pohlheim, Rabenau, Reiskirchen und Staufenberg | Karl Starzacher | SPD    | 45,8         |
| 1987 | Allendorf (Lumda), Buseck, Fernwald, Grünberg, Hungen, Langgöns, Laubach, Lich, Linden, Lollar, Pohlheim, Rabenau, Reiskirchen und Staufenberg | Karl Starzacher | SPD    | 42,5         |
| 1983 | Allendorf (Lumda), Buseck, Fernwald, Grünberg, Hungen, Langgöns, Laubach, Lich, Linden, Lollar, Pohlheim, Rabenau, Reiskirchen und Staufenberg | Karl Starzacher | SPD    | 47,7         |